# Goldenberg Ridge
Goldenberg Ridge är en bergstopp i Antarktis. Den ligger i Östantarktis. Australien gör anspråk på området. Toppen på Goldenberg Ridge är 59 meter över havet.
Terrängen runt Goldenberg Ridge är huvudsakligen platt, men österut är den kuperad. Havet är nära Goldenberg Ridge åt nordväst.  Trakten är obefolkad. Det finns inga samhällen i närheten. 